# 阿尔西斯河
阿尔西斯河（法語：Arcisses，法語發音：[aʁsis]）是法国中央-盧瓦爾河谷大區厄尔-卢瓦省的河流，是克洛什河的支流，长9千米，发源自拉戈代讷，于马尔贡流入克洛什河。